# Cantonul L'Isle-sur-Serein
Cantonul L'Isle-sur-Serein este un canton din arondismentul Avallon, departamentul Yonne, regiunea Burgundia, Franța.

## Comune
- Angely
- Annoux
- Athie
- Blacy
- Coutarnoux
- Dissangis
- Joux-la-Ville
- L'Isle-sur-Serein (reședință)
- Massangis
- Précy-le-Sec
- Provency
- Sainte-Colombe
- Talcy